# 올드 에일

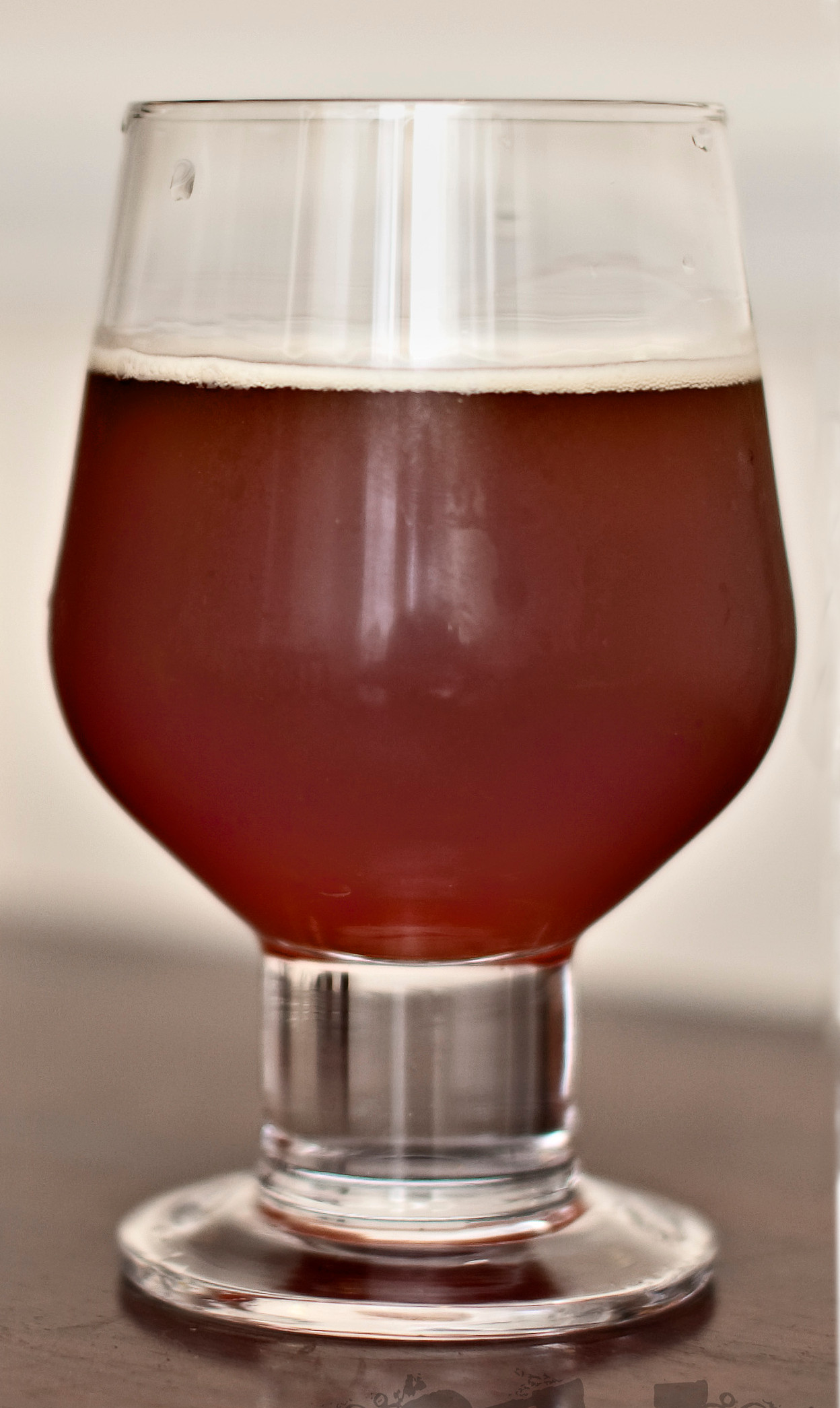

올드 에일(Old ale)은 강한 에일의 한 형태이다. 이 용어는 일반적으로 영국의 흑맥주(일반적으로 ABV 5% 이상)에 적용되며 호주의 모든 농도의 다크 에일에도 적용된다. 이는 때때로 스톡 에일(stock ale) 또는 고대적으로 맥주가 양조장에서 보관되는 키핑 에일(keeping ale)과 연관되어 있다. 현대에는 올드 에일(Old Ale)과 보리 와인의 경계가 모호해졌다.

## 역사
역사적으로 오래된 에일은 마일드 에일을 보완하는 역할을 했으며, 그 시대의 펍에서는 일반적으로 집주인이 고객의 취향에 따라 더 샤프한 스톡 에일과 과일이 많고 달콤한 마일드 에일을 혼합한 것을 고객에게 제공했다. 특히 런던에서 숙성된 에일은 피칭 효모나 목재 장비에 존재하는 브레타노미세스 효모를 사용한 2차 발효로 인해 시큼한 향을 낸다. 숙성 과정에 소요되는 시간 때문에 일부 투자자는 양조장에서 마일드 에일을 구입하여 올드 에일로 숙성시킨 후 더 높은 가격에 판매한다. 결국 양조업자들은 맥주를 양조장에 남겨두고 스스로 숙성시킨 후 술집에 판매하기 시작했다. 어떤 경우에는 오래된 에일에 젊은 맥주와 오래된 맥주가 혼합되어 있었다. "스톡 에일"은 양조장의 매우 숙성된 에일이며 "오래된" 품질과 아마도 블렌드에 산미를 주입하는 데 사용되었다.

## 버튼 에일
특히 런던에서는 버튼(Burton)이 올드 에일(old ale)의 대명사였다.